# Sant’Agnello
Sant’Agnello község (comune) Olaszország Campania régiójában, Nápoly megyében.

## Fekvése
Nápolytól 25 km-re délkeletre, a Sorrentói-félszigeten fekszik. Határai: Piano di Sorrento és Sorrento.

## Története
Noha a terület már i. e. 5000 évvel lakott volt, az első tulajdonképpeni települést az oszkok alapították i. e. 200 században, nagyjából Sorrento városával egyidőben. Miután Sorrento vonzáskörzetében fekszik, a két település történelme nagyrészt összefügg. 1806-ban lett önálló. Az első polgármesteri választásokat viszont jóval később, 1866-ban tartották. 1900-ban Meta, Piano di Sorrento, Sorrento és Sant’Agnello egyesültek, megalapítva „nagy Sorrentót”, amely 1946-ig létezett, miután a négy település ismét önálló lett.

## Népessége
A népesség számának alakulása:

## Főbb látnivalói
- Villa Crawford
- Santi Prisco ed Agnello-templom